# Banggai
La reggenza di Banggai (in indonesiano: Kabupaten Banggai) è una reggenza dell'Indonesia, situata nella provincia di Sulawesi Centrale.